# Olympische Winterspiele 1964/Skilanglauf – 4 × 10 km (Männer)
Die 4 × 10-km-Skilanglaufstaffel der Männer bei den Olympischen Winterspielen 1964 fand am 8. Februar 1964 in Seefeld in Tirol statt. Olympiasieger wurde die schwedische Staffel mit Karl-Åke Asph, Sixten Jernberg, Janne Stefansson und Assar Rönnlund. Die Silbermedaille ging an die Staffel aus Finnland, Bronze an die Sowjetunion.

## Ergebnisse
| Platz | #  | Land / Athleten                                                              | Zeit                                                        |
| ----- | -- | ---------------------------------------------------------------------------- | ----------------------------------------------------------- |
| 1     | 06 | Schweden Karl-Åke Asph Sixten Jernberg Janne Stefansson Assar Rönnlund       | 2:18:34,6 h 35:14,2 min 35:00,0 min 34:16,8 min 34:03,6 min |
| 2     | 07 | Finnland Väinö Huhtala Arto Tiainen Kalevi Laurila Eero Mäntyranta           | 2:18:42,4 h 34:52,8 min 35:37,6 min 34:01,4 min 34:10,6 min |
| 3     | 10 | Sowjetunion Iwan Utrobin Gennadi Waganow Igor Worontschichin Pawel Koltschin | 2:18:46,9 h 34:58,7 min 34:42,8 min 34:18,0 min 34:47,4 min |
| 4     | 14 | Norwegen Magnar Lundemo Erling Steineide Einar Østby Harald Grønningen       | 2:19:11,9 h 35:04,8 min 34:48,3 min 34:19,8 min 34:59,0 min |
| 5     | 02 | Italien Giuseppe Steiner Marcello De Dorigo Giulio Deflorian Franco Nones    | 2:21:16,8 h 35:36,2 min 34:28,2 min 35:57,5 min 35:14,9 min |
| 6     | 11 | Frankreich Victor Arbez Félix Mathieu Roger Pires Paul Romand                | 2:26:31,4 h 36:30,1 min 36:08,9 min 35:46,6 min 38:05,8 min |
| 7     | 15 | Deutschland Heinz Seidel Helmut Weidlich Enno Röder Walter Demel             | 2:26:34,4 h 38:00,6 min 36:49,4 min 36:43,3 min 35:01,1 min |
| 8     | 09 | Polen Józef Gut-Misiaga Tadeusz Jankowski Edward Budny Józef Rysula          | 2:27:27,0 h 37:46,4 min 37:06,3 min 36:25,6 min 36:08,7 min |
| 9     | 05 | Schweiz Konrad Hischier Alois Kälin Franz Kälin Hans-Sigfrid Oberer          | 2:31:52,8 h 37:32,7 min 37:05,1 min 38:18,3 min 38:56,7 min |
| 10    | 12 | Japan Hidezō Takahashi Kazuo Satō Tatsuo Kitamura Chogoro Yahata             | 2:32:05,5 h 38:02,0 min 37:18,4 min 37:18,1 min 39:27,0 min |
| 11    | 04 | Österreich Günther Rieger Hansjörg Farbmacher Anton Kogler Andreas Janc      | 2:34:48,9 h 39:05,8 min 39:11,0 min 38:47,0 min 37:45,1 min |
| 12    | 01 | Jugoslawien Roman Seljak Mirko Bavče Janko Kobentar Cveto Pavčič             | 2:37:30,6 h 39:43,1 min 39:41,6 min 39:38,5 min 38:27,4 min |
| 13    | 13 | USA Mike Gallagher Mike Elliott Jim Shea John Bower                          | 2:39:17,3 h 39:48,7 min 39:27,6 min 39:45,8 min 40:15,2 min |
| 14    | 08 | Großbritannien John Moore John Dent David Rees Roderick Tuck                 | 2:42:55,8 h 39:46,0 min 41:26,5 min 41:50,7 min 39:52,6 min |
| 15    | 03 | Kanada Donald MacLeod Martti Rautio Eric Luoma Franz Portmann                | 2:44:29,1 h 41:07,2 min 41:23,1 min 42:58,8 min 39:00,0 min |

Datum: 8. Februar 1964, 09:00 Uhr 
Höhenunterschied: 140 m; Maximalanstieg: 43 m; Totalanstieg: 354 m 
15 Staffeln am Start, alle in der Wertung.